# هانسي ناد
هانسي ناد (بالألمانية: Hansi Gnad)‏ مواليد 4 يونيو 1963، هو لاعب كرة سلة ألماني سابق بدأ مسيرته الاحترافية في سنة 1987 ويحمل الرقم 33, 50. يبلغ طوله 6 قدم 10 بوصة (2.1 م).

## فرق لعب لها
- ميدي بايرويت
- ألبا برلين
- ريال مدريد بالونكيستو
- باير ليفركوزن

## الميداليات
| الميدالية | المسابقة                         |
| --------- | -------------------------------- |
| ذهبية     | بطولة أمم أوروبا لكرة السلة 1993 |

## روابط خارجية
- هانسي ناد على موقع الاتحاد الدولي لكرة السلة (الإنجليزية)
- هانسي ناد على موقع سبورتس رفرنس (الإنجليزية)
- هانسي ناد على موقع الدوري الإسباني لكرة السلة (الإسبانية)
- هانسي ناد على موقع كرة السلة الأوروبية.كوم (الإنجليزية)
- هانسي ناد على موقع ريلجم (الإنجليزية)
- هانسي ناد على موقع بروبوليرز (الإنجليزية)
- هانسي ناد على موقع سبورتس رفرنس (الإنجليزية)
- هانسي ناد على موقع أوليمبيديا (الإنجليزية)